# Lobocleta conversa
Lobocleta conversa är en fjärilsart som beskrevs av W. Warren 1904. Lobocleta conversa ingår i släktet Lobocleta och familjen mätare. Inga underarter finns listade i Catalogue of Life.